# 岳源乡
岳源乡，是中华人民共和国四川省资阳市安岳县曾经下辖的一个乡。2019年12月，撤销岳源乡，将其所属行政区域划归文化镇管辖。

## 行政区划
岳源乡撤销前下辖以下地区：
石归村、金亭村、金堰村、宝林村、三眼村、八字墙村、新店村、双桥村和凡桥村。